# Giovanni Boccardi
Giovanni Boccardi (Castelmauro, 20 de junho de 1859 – Savona, 24 de outubro de 1936) foi um astrônomo, matemático e religioso italiano.
Boccardi trabalhou principalmente com astronomia. Contudo, dentre seus trabalho o "Guide du calculateur", publicado em 2 volumes em 1902 em Paris, é notável como um dos primeiros tratados sobre análise numérica moderna para computadores.
Foi palestrante convidado do Congresso Internacional de Matemáticos em Paris (1900), em Roma (1908: Sur une nouvelle équation dans les observations des passages) e em Estrasburgo (1920).